# 梳洗

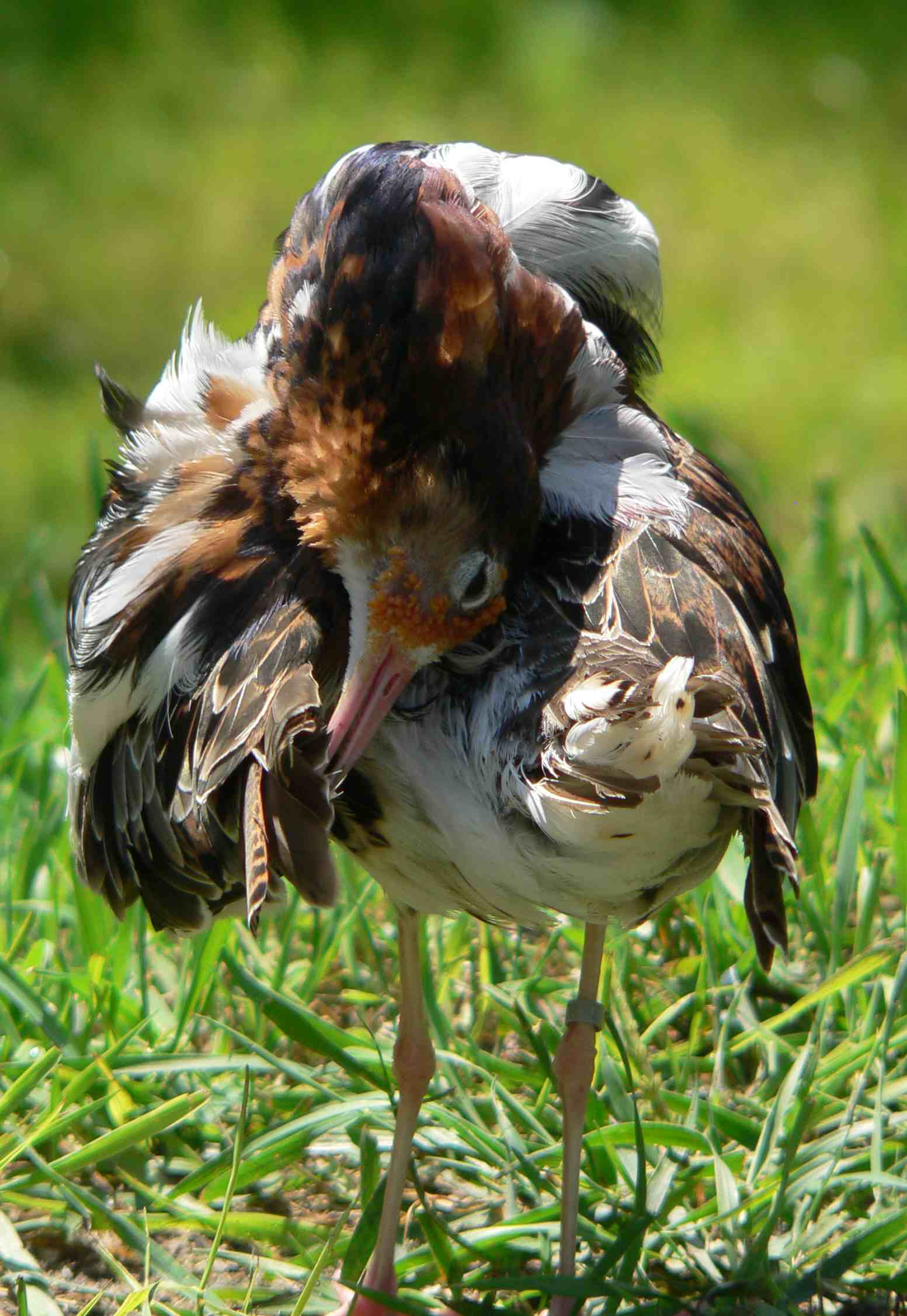
一隻正在替自己梳洗的流苏鹬

梳洗是動物特有的一种衛生行为，是指動物定期清洁和保養自己的身体。动物经常清洁自己的皮毛、羽毛或其他身體部位，例如去除身上的昆虫、叶子、污垢、树枝和寄生虫等异物。鸟类會花费大量时间梳理自己的羽毛。猴子則會觀察自己的身上有沒有虱子，看到的話就會捉住虱子。猫也喜歡清潔自己身上的毛，甚至有的貓因為吞食自己身上的毛而患上了毛球症。许多哺乳动物在性交后還會清潔自己的生殖器。